# Bart De Clercq
Bart De Clercq, né le 26 août 1986 à Zottegem, est un coureur cycliste belge, professionnel entre 2011 et 2019. Il a notamment remporté une étape du Tour d'Italie 2011 et du Tour de Pologne 2015.

## Biographie
Coureur, de 2009 à 2010, dans l'équipe Davo-Lotto-Davitamon puis Davo-Lotto, antichambre d'Omega Pharma-Lotto, il devient coureur professionnel en 2011 dans cette équipe, aux côtés entre autres et Philippe Gilbert et André Greipel.
Il fait partie des dix Belges engagés sur le Tour d'Italie 2011 et se voit attribuer un rôle d'équipier pour son compatriote Jan Bakelants. Déjà à l'offensive lors de la tragique troisième étape où sa prestation est effacée par le décès de son compatriote Wouter Weylandt, il persévère durant la septième étape en portant une attaque dans la dernière ascension menant à Montevergine et, contrairement aux offensives précédentes, il parvient à creuser l'écart. Sous la flamme rouge, il possède encore 24 secondes d'avance et finit par s'imposer d'une roue devant les favoris du Giro tels Michele Scarponi ou Vincenzo Nibali. Il revêt le maillot vert de leader du classement de la montagne à l'issue de l'étape. Il le perd deux jours plus tard. Il termine la course à la 27e place du classement général.
Fin 2011, Les sponsors Omega Pharma et Lotto se séparent : Omega Pharma devient le sponsor principal de l'équipe Quick Step, qui prend le nom d'Omega Pharma-Quick Step, tandis que la loterie nationale forme une nouvelle équipe. Comme une majorité des coureurs et des membres de l'encadrement de l'équipe, Bart De Clercq rejoint cette dernière, nommée Lotto-Belisol.
En début de saison 2012, il participe à Paris-Nice, au Tour du Pays Basque, puis au Tour d'Italie, dont il prend la 40e place. En juin, une chute durant le Tour de Suisse lui occasionne un pneumothorax, diagnostiqué après la course. Il parvient tout de même à prendre la douzième place de classement général, performance que le médecin de l'équipe juge « phénoménale », étant donné sa blessure. Il reprend la compétition au mois d'août, à la Classique de Saint-Sébastien puis au Tour d'Espagne, dont il termine dix-septième.
Bart De Clercq commence la saison 2013 par une neuvième place au Tour de San Luis, puis par une cinquième place au Tour d'Andalousie. Régulier tout au long de l'année, il découvre le Tour de France dans le rôle d'équipier de Jurgen Van den Broeck. À la suite de l'abandon de ce dernier dès la première semaine, il obtient une carte blanche pour se glisser dans les échappées montagnardes. Onzième au sommet du Ventoux, il termine sixième de la dix-neuvième étape au Grand-Bornand.
En 2014, Bart De Clercq est suivi par la malchance et ses résultats réguliers laissent place à des abandons réguliers. En fin de saison, il accompagne à nouveau Jurgen Van den Broeck sur un grand Tour : la Vuelta cette fois. À nouveau, le leader quitte la course et offre à son coéquipier la possibilité de se battre pour une victoire d'étape. Bart De Clercq ne parvient pas, toutefois, à faire mieux qu'une sixième place, lors de la quatorzième étape vers La Camperona.
En 2015, il termine troisième de la première étape du Tour de Catalogne, ce qui lui permettra, trois jours plus tard, d'endosser le temps d'une journée le maillot de leader de l'épreuve, qu'il terminera à la seizième place. En août, il s'adjuge la seconde place du Tour de Pologne, à deux petites secondes de Ion Izagirre, après en avoir remporté la cinquième étape. De nouveau aligné sur le Tour d'Espagne, Bart De Clercq fait partie des potentiels leaders de la formation belge. À la suite d'un nouvel abandon de Jurgen Van den Broeck, il se retrouve dans la position de l'homme fort de l'effectif. Il termine l'épreuve à la quatorzième place, le meilleur résultat de sa carrière sur une course de trois semaines.
La saison 2016 signe le retour de Bart De Clercq sur un podium. Après quelques bonnes performances, dont une dix-huitième place au Critérium du Dauphiné et une onzième place au Tour de Pologne 2016, c'est au Tour de l'Ain que le grimpeur de 29 ans fut sur le devant de la scène. Troisième à Lélex-Mont Jura et deuxième à Belley, il prend la deuxième place du classement général, à une seconde du vainqueur Sam Oomen. Pourtant, le bilan de sa saison, à la suite d'une quatrième participation à la Vuelta, qui ne lui a guère souri comme l'année précédente, est relativement maigre.
L'année suivante n'est pas beaucoup plus fructueuse pour Bart De Clercq. Parfois classé, souvent contraint de jeter l'éponge, il s'accroche comme souvent à des épreuves qui lui réussissent pour jouer les premiers rôles. Il termine notamment à la quinzième place du Tour de Pologne. Sur le Tour d'Espagne, il prend quelques cassures dès les premiers jours, mais ne parvient pas à concrétiser cette opportunité dans les échappées.
Début octobre, l'équipe continentale professionnelle Wanty-Groupe Gobert annonce avoir signé Bart De Clercq pour la saison 2018. Au sein de cette formation belge, il a un rôle de cadre et alterne entre le statut de leader et celui d'équipier de luxe pour Guillaume Martin. Il est cependant privé de compétition durant les premiers mois de la saison après s'être fracturé « l'extrémité supérieure du fémur gauche » en tombant à l'entraînement le 2 janvier. Il subit alors trois opérations sur la hanche droite pour consolider l'articulation, mais est contraint d'avoir recours à une hanche artificielle en titane pour pouvoir courir à nouveau. Il ne court pas de l'année 2018 et reprend la compétition en février 2019 lors du Tour d'Oman. Il ne parvient pas à retrouver son niveau et décide de mettre un terme à sa carrière à l'issue de la saison 2019.

## Vie privée
Bart De Clercq est en couple avec Sofie De Vuyst, également cycliste.

## Palmarès et classements mondiaux

### Palmarès
- 2009
  - 1re étape du Tour de la province de Namur
  - 2e du Tour de la province de Liège
- 2010
  - Classement général du Tour de Moselle
- 2011
  - 7e étape du Tour d'Italie
- 2015
  - 5e étape du Tour de Pologne
  - 2e du Tour de Pologne
- 2016
  - 2e du Tour de l'Ain

### Résultats sur les grands tours

#### Tour de France

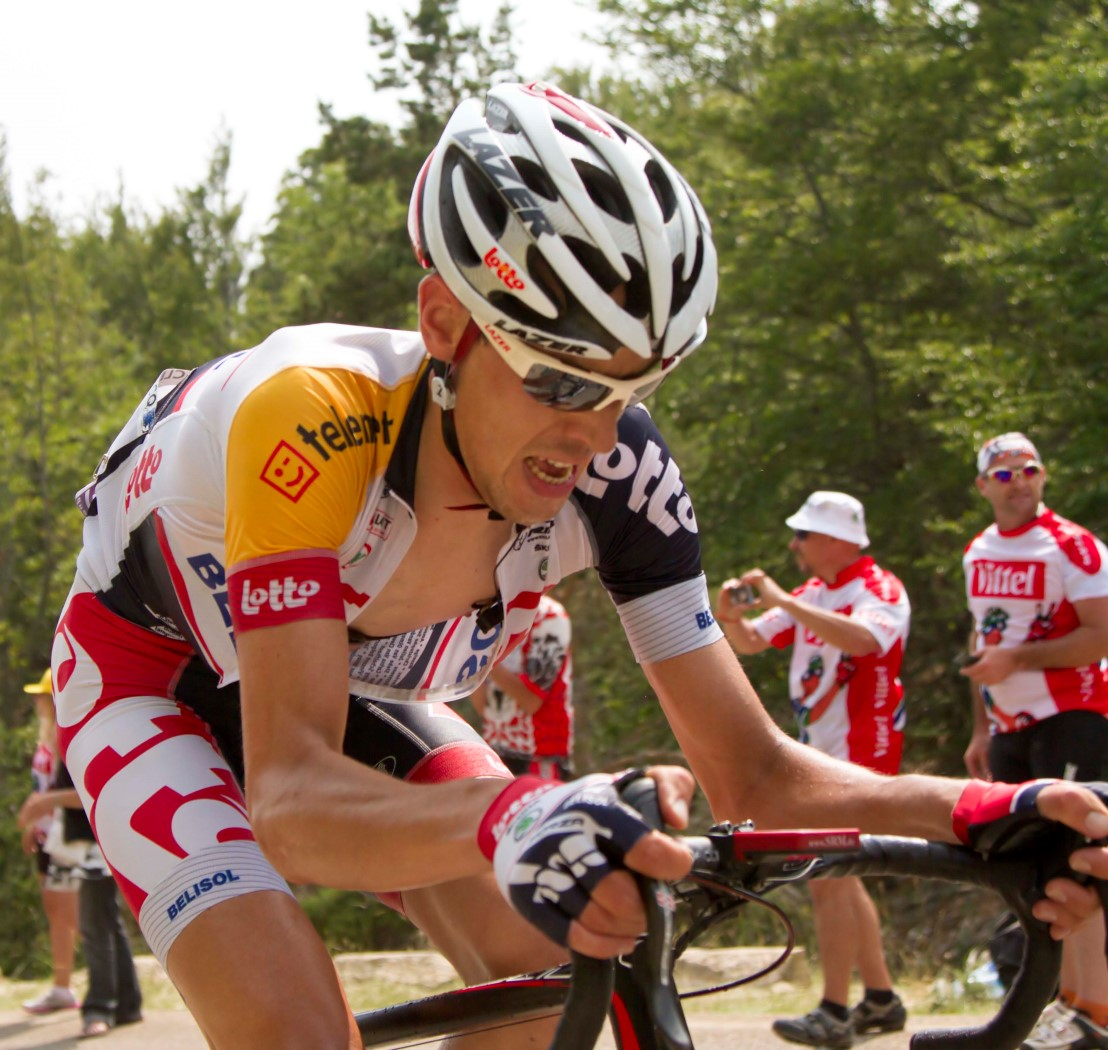
Bart De Clercq au mont Ventoux lors de la du Tour de France 2013.

2 participations
- 2013 : 38e
- 2014 : abandon (8e étape)

#### Tour d'Italie
3 participations
- 2011 : 27e, vainqueur de la 7e étape
- 2012 : 40e
- 2017 : abandon (18e étape)

#### Tour d'Espagne
6 participations
- 2012 : 17e
- 2013 : abandon (10e étape)
- 2014 : 34e
- 2015 : 14e
- 2016 : 53e
- 2017 : 40e

### Classements mondiaux
| Année           | 2009 | 2010 | 2011 | 2012 | 2013 | 2014 | 2015 | 2016 |
| --------------- | ---- | ---- | ---- | ---- | ---- | ---- | ---- | ---- |
| UCI World Tour  |      |      | 135e | 165e | nc   | nc   | 43e  | nc   |
| UCI Europe Tour | 832e | 751e |      |      |      |      |      | 395e |